# These Heaux
«These Heaux» (/ðiːz hoʊz/) — песня американской рэперши Bhad Bhabie. Она была выпущена 24 августа 2017 года в качестве дебютного сингла рэперши, и впоследствии она стала самым молодым рэпером, который дебютировал в Billboard Hot 100, после того как песня достигла высшей позиции под номером 77.

## Предыстория
Песня дебютировала в американском чарте Billboard Hot 100 под номером 77 на неделе 23 сентября 2017 года. Это также сделало Bhabie третьим самым молодым сольным артистом всех времён. Узнав о позиции её песни в чарте Spotify всего на одно место ниже гораздо более широко разрекламированной песни Тейлор Свифт «Look What You Made Me Do» в потоковых сервисах, Bhabie сказала TMZ: «[Свифт] та, кто был хорошо известен в течение долгого времени, и я та, кто просто входит в музыкальную игру, и это своего рода сумасшествие, как я могу просто быть одним местом ниже её». В песне также упоминался рэпер Tyga и его конфискованный автомобиль Maybach и её отец.

## Музыкальное видео
Официальное музыкальное видео, снятое режиссёром Good Boy Shady, было опубликовано на YouTube-канале Bhabie 30 августа 2017 года. В видео Bhabie курсирует по улицам Венеции, штат Калифорния, издеваясь над своими «ненавистниками», которые протестуют. В ролике появился двойник Кайли Дженнер.

## Чарты
| Чарт (2017)                           | Высшая позиция |
| ------------------------------------- | -------------- |
| Канада (Billboard Canadian Hot 100)   | 57             |
| США (Billboard Hot 100)               | 77             |
| США (Billboard Hot R&B/Hip-Hop Songs) | 34             |

## Сертификации
| Регион | Сертификация | Продажи |
| --- | ------------ | ------- |
| США (RIAA) | Золотой      | 500,000 |
| * Данные о продажах приведены только на основе сертификации. · ^ Данные о тиражах приведены только на основе сертификации. · Данные о продажах + прослушиваниях приведены только на основе сертификации. |              |         |